# Міномет

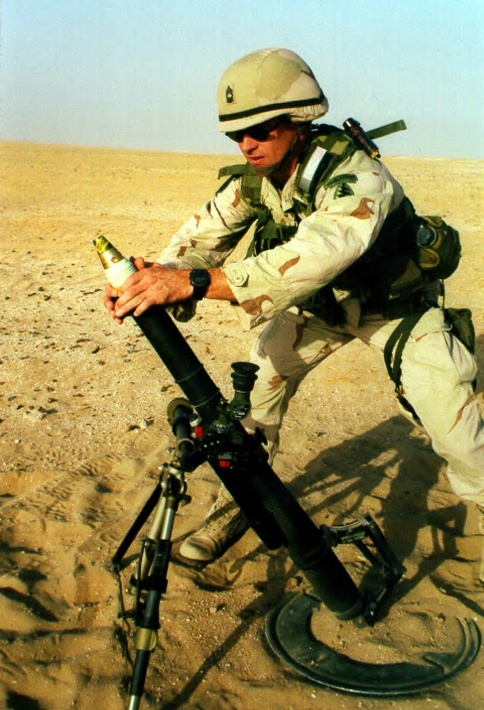
Солдат армії США заряджає міномет M224

Міноме́т — вид артилерійської зброї, призначений для навісного обстрілу укритих цілей, а також для руйнування польових укріплень. 

## Назва
Міномет є еволюційним продовженням розвитку мортир, що були відомі ще з часів Середньовіччя, через що для їхнього позначення у багатьох мовах використовується аналогічний термін — мортира. (англ. mortar, фр. mortier, нім. Mörser та ін.). У Німеччині до 1945 р. вживався термін Minenwerfer (minen — міна, werfen — кидати), яке й досі використовують у Швейцарії; у сучасній Австрії вживане — Granatwerfer. Окрема назва для міномета існує також в українській, шведській, норвезькій, фінській, естонській та деяких інших мовах.

## Історія

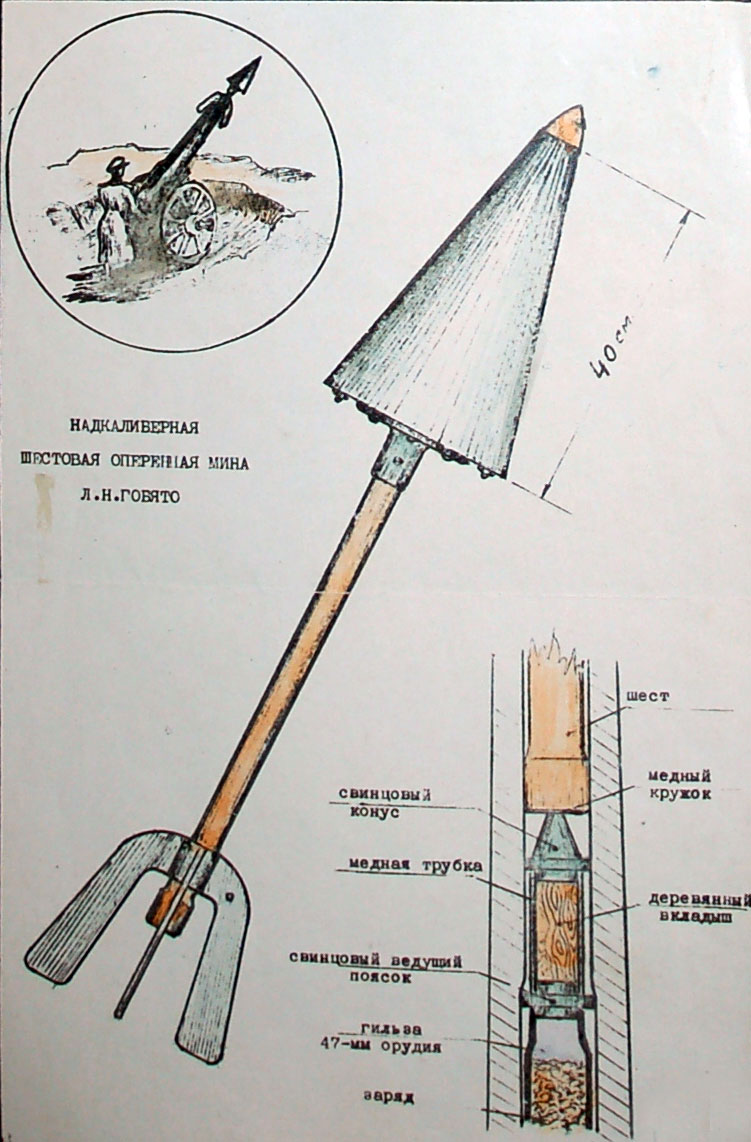
Розроблений у 1905 р. Л. Гобято прототип міномета

У першій чверті ХХ ст. стає загальнопоширеною тактика шанцевої війни. Зріс запит на озброєння, яке б дозволяло вести навісний обстріл на відносно невеликі дистанції. Це відродило інтерес до вже відомої мортири, яка була відома ще з часів Середньовіччя, але у XVIII-ХІХ ст. втратила популярність, а також сприяло пошуку нових інженерних рішень.
У 1904 р., під час російсько-японської війни, капітан та інженер армії Російської імперії Леонід Миколайович Гобято використав гармату мортирного типу до стрільби саморобними мінами зі стабілізатором. Це був перший «міномет» архаїчної конструкції.

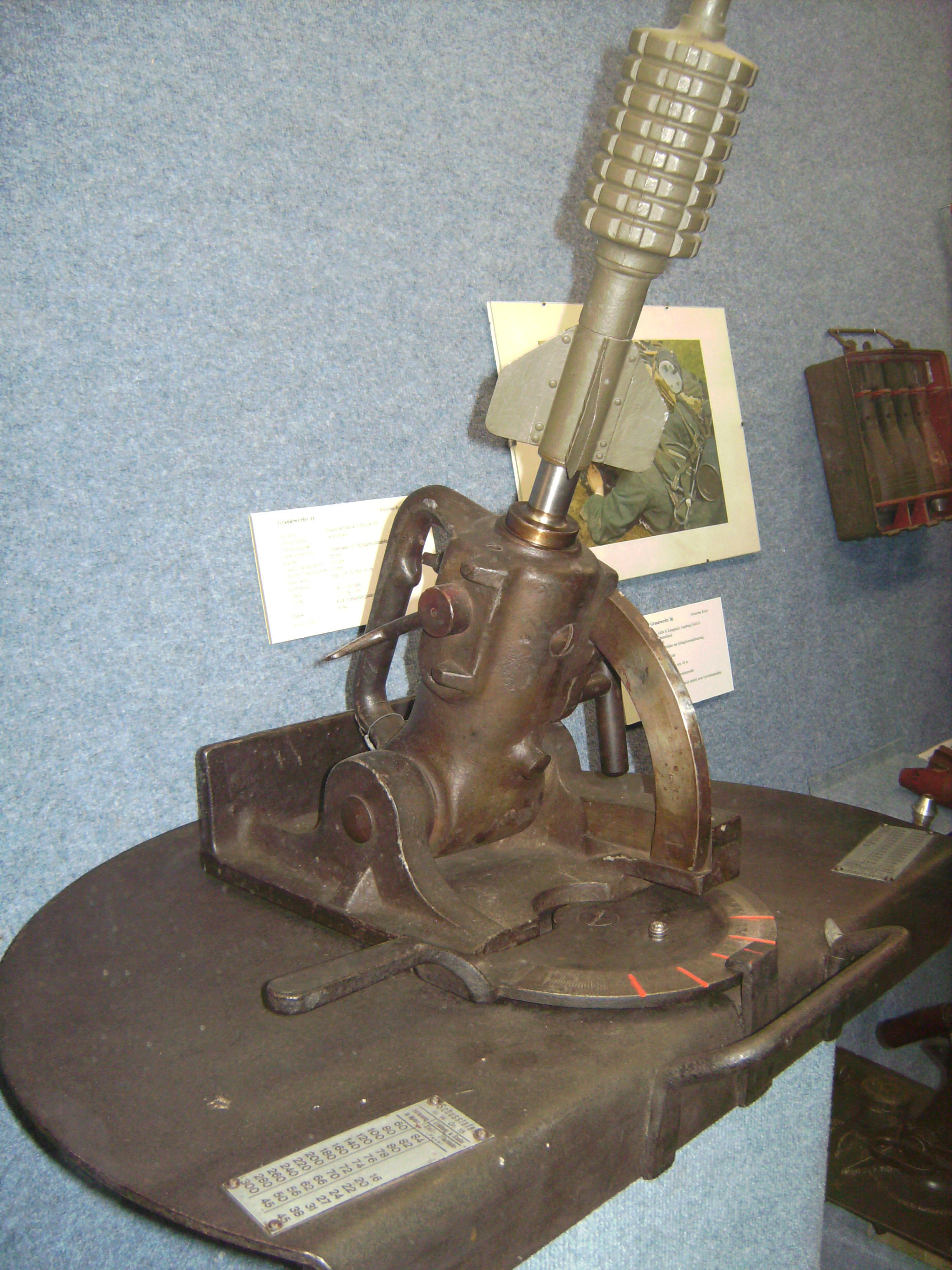
Міномет австро-угорської армії Granatwerfer 16, розроблений у 1915-1916 рр.

У Першій світовій війні міномети знайшли масове використання. Багатьма державами було створено ряд мінометів різних калібрів та різної ваги. Окрім використання важких мінометів, що важили більше тонни, наприклад, М.17, розроблялися й менші та компактніші зразки. У Австро-Угорській імперії розробили низку шанцевих мінометів або Minenwerfer калібрів від 7,58 см до 25 см. Першим серійним мінометом стрижневого (штирьового) типу був міномет під назвою Granatenwerfer 16, в 1915 був прийнятий на озброєння австро-угорською армією[джерело?].

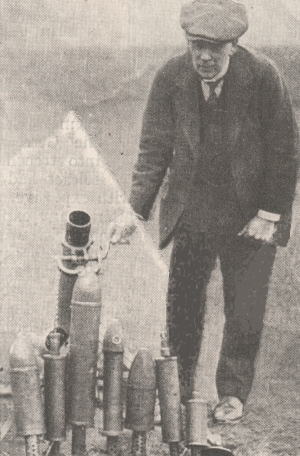
Сер Вілфред Стокс із розробленим ним у 1915 р. мінометом

Перший переносний міномет сучасного типу розробив сер Вілфред Стокс 1915 року. Даний міномет використовував схему уявного трикутника, що згодом стала класичною. Міномет системи Стокса складався з гладкоствольної труби з накручуваним казенником, двоноги-лафету, опорної плити і прицілу, причому опорна плита мала три шарові гнізда, що дозволяло, переставляючи в процесі стрільби опору казенника, вирівнювати плиту на ґрунті без її переміщення[джерело?].

## Особливості сучасних мінометів

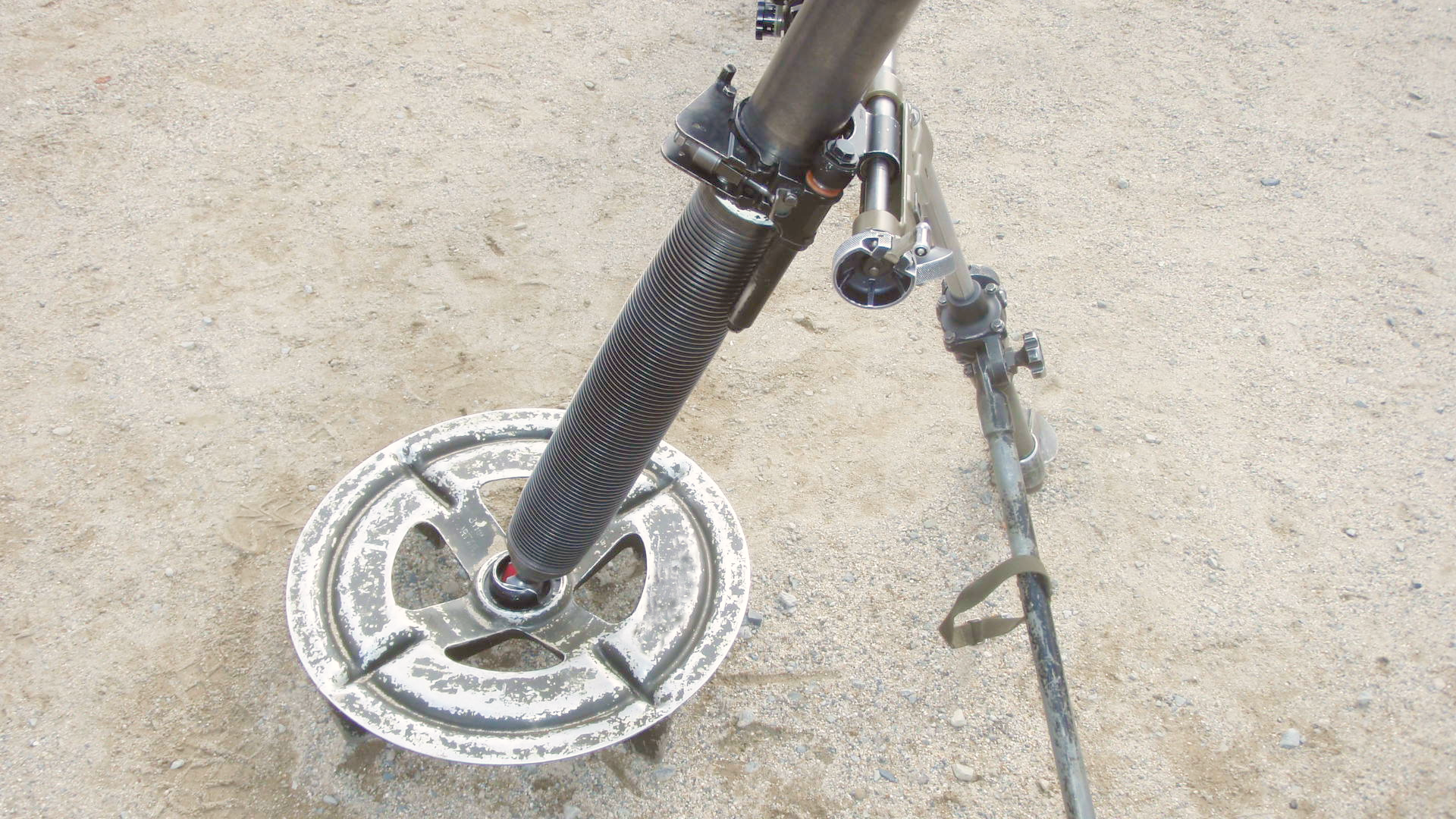
Фото плити та штатива, приєднаного до ствола

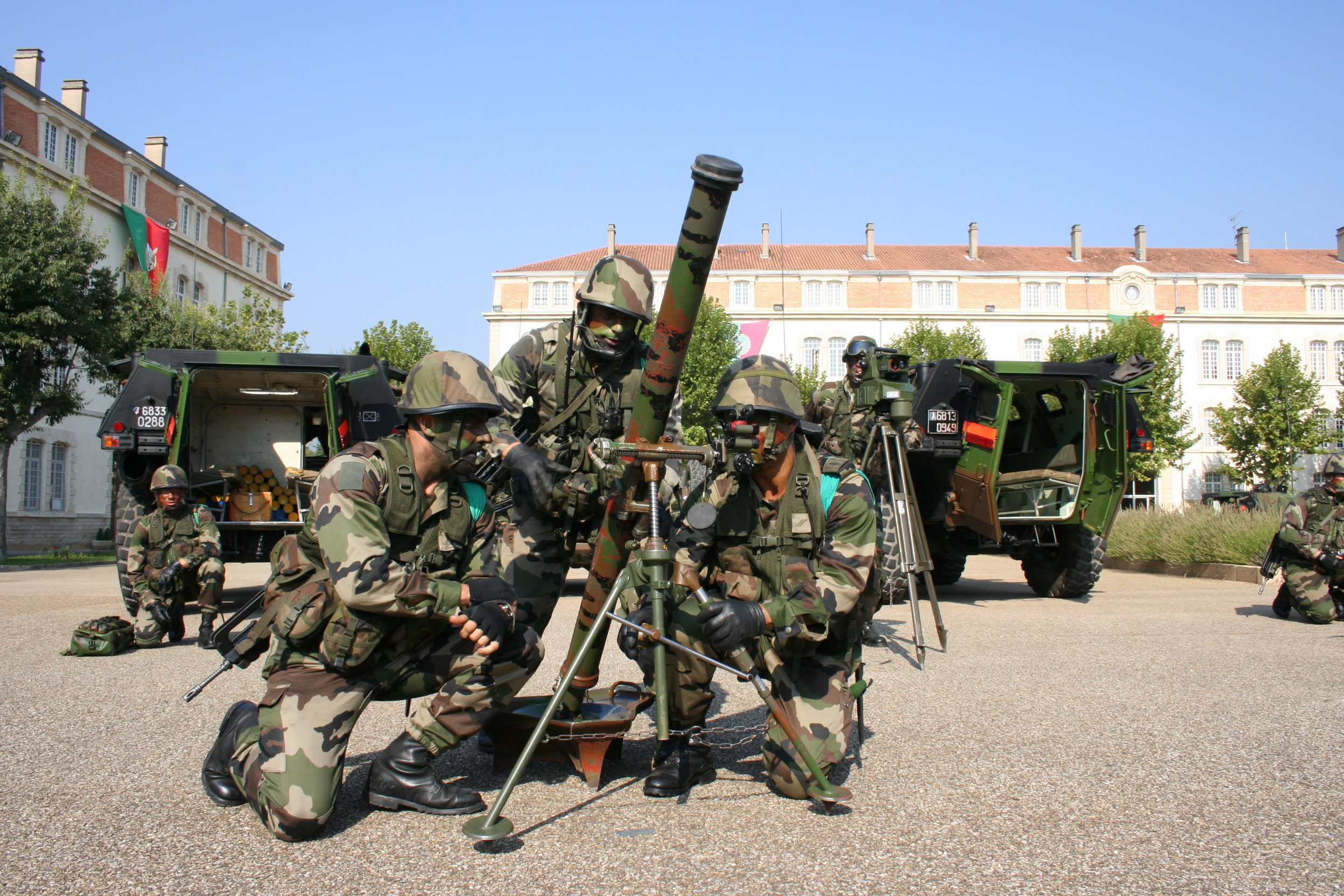
Міномет LLR 81mm на озброєнні французького 2e REI.

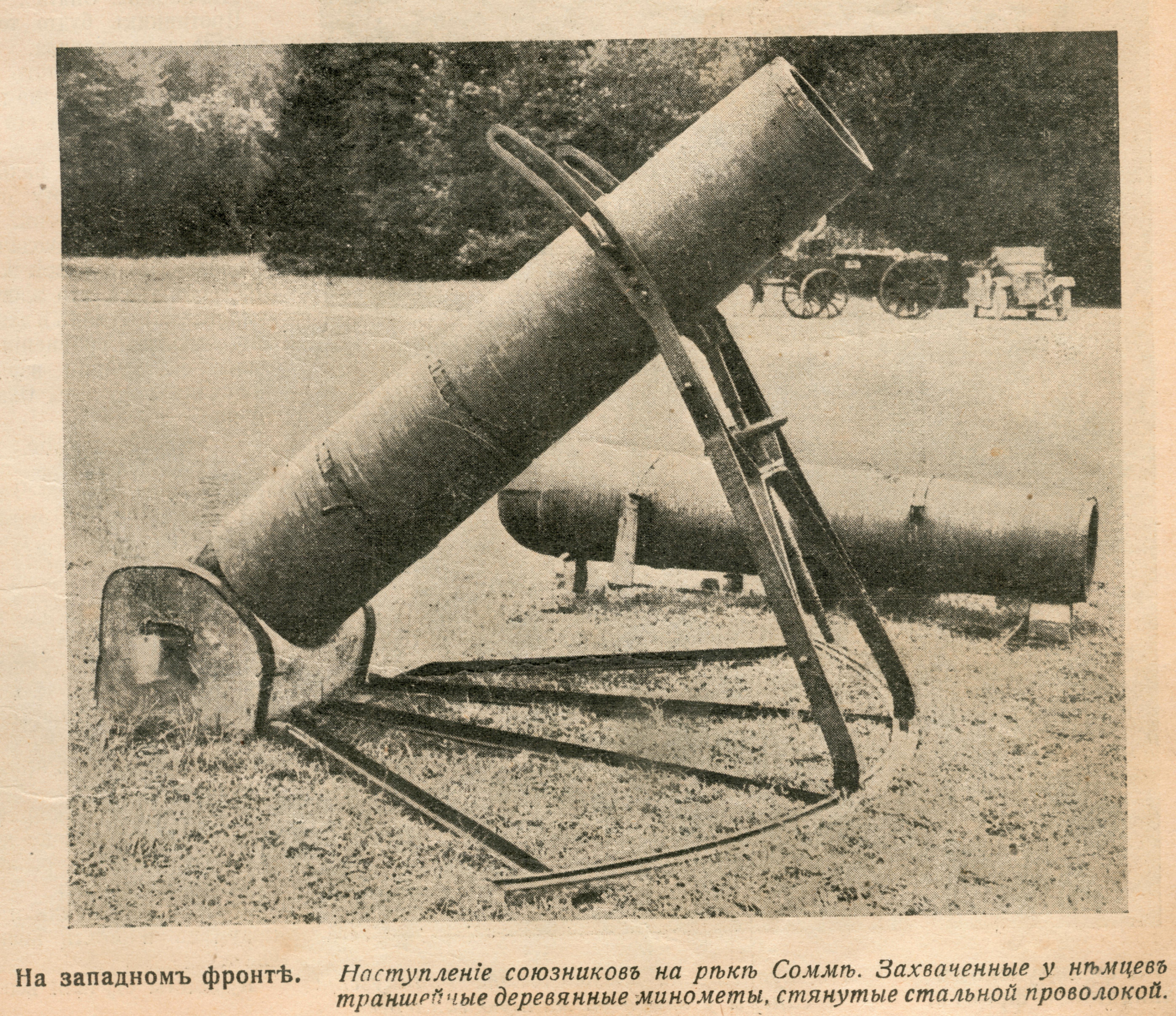
Трофейний німецький дерев'яний міномет. 1916

Основні бойові якості міномета — велика потужність боєприпасу (міни), висока скорострільність, порівняно мала маса, простота пристрою і бойового застосування, постійна готовність до відкриття вогню без особливої підготовки. Велика крутизна траєкторії польоту мін (кути підвищення ствола від 45° до 85°) дозволяє знищувати закриті цілі, що не вражаються гвинтівково-кулеметним і артилерійським настильним вогнем. Міномети входять до складу артилерії.
Міномет складається зі ствола, пристрою для надання стволу потрібного кута підвищення (наприклад, штатива) та плити, що передає імпульс відбою в землю. Саме наявністю плити міномет відрізняється від мортири в радянській та пострадянській термінології. Плита зазвичай з'єднана зі стволом шарніром. Ствол оснащений пристроєм для ініціювання пострілу.
Заряджання мінометів калібром до 120 мм зазвичай проводиться з дульної частини. Міномети більшого калібру зазвичай заряджаються з казенної частини. Наприклад, заряджання 160-мм міномета зразка 1943 року проводилося з казенної частини, для чого ствол переводили в горизонтальне положення.
Існують автоматичні (самозарядні) міномети, такі як радянський 2Б9 «Васільок». Також міномети поділяються на переносні і самохідні. Калібр сучасних мінометів від 37 до 240 мм.
Мінометний постріл (мінометна міна) унітарний, найчастіше побудований за двокамерною схемою — у хвостовику кріпиться метальний заряд, який при пострілі спрацьовує, але порохові гази витікають не прямо, а вбік від хвостовика, у вільний простір між стабілізаторами міни. Як наслідок, тиск у каналі наростає плавно, а відбій зменшується.
З огляду на переваги мінометів виробники мінометного озброєння закладають в сучасні вироби набагато вищі характеристики. Намагаються максимально збільшити технологічність, мобільність і точність мінометів. При цьому простежується низка важливих тенденцій:
- підвищення мобільності мінометних розрахунків завдяки розміщенню мінометів на легкій колісній базі;
- використання нових матеріалів під час створення стволів та додаткового обладнання;
- створення універсальних мінометних механізмів, де є можливість використовувати стволи різних калібрів шляхом швидкої заміни;
- використання комп'ютерів, що забезпечують швидке та точне обчислення координат цілей та параметрів стрільби;
- застосування нових високоточних боєприпасів, які дозволяють точно влучати та знищувати цілі.

## За країнами

### Україна
Однією з особливостей війни на сході України стало масове застосування артилерійського озброєння. При цьому, важливу роль в завданні вогневого ураження противнику грають міномети. З урахуванням світового досвіду та власних оцінок бойових дій на Донбасі, українські виробники створили лінійку мінометів різних калібрів, що дозволяють вирішувати поставлені завдання.
Станом на 2016 рік в Україні були розроблені і випускаються низка мінометів різних калібрів. Розроблений і випробуваний унікальний газодетонаційний міномет
12 липня 2018 року за зверненням Голови Комітету з питань національної безпеки та оборони Верховної Ради України було опубліковано інформацію щодо всіх інцидентів, які відбулись у ході експлуатації 120 мм мінометів у Збройних Силах України, як М120-15 «Молот», так і ще радянських 2Б11 «Сані», за період 2016—2018 років. Відповідно до цієї інформації, головними причинами трагедій є подвійне зарядження та нештатне спрацювання підривника міни, у одному випадку — бойове пошкодження міномету спричинило розрив міни у каналі ствола. У жодному випадку причиною трагедії не був сам міномет, як «Молот», так і «Сані», їхня конструкція або матеріали з яких вони виготовлені.

#### КБА-118
Міномет КБА-118 (М60) калібру 60 мм створений ДП «Конструкторське бюро „Артилерійське озброєння“» (ДП «КБАО»).
60 мм міномет КБА-118, призначений для застосування піхотою з метою ураження живої сили і бойової техніки противника. Попри невеликій калібр, такі міномети залишаються популярним засобом вогневого ураження. Наприклад, Морська піхота та Армія США, які використовували міномети такого калібру у Другій світовій війні та у В'єтнамі, й надалі користуються ними в піхотних ротах.
Міномет КБА-118, маючи малий калібр, має меншу вагу як боєприпасу, так і самого міномета. Крім звичайної піхоти він може успішно використовуватися і спецпризначенцями. Але в той же час, як і всі міномети малого калібру, він має невелику дальність стрільби — 1,5 км.
У порівнянні з американським, новий український міномет має меншу масу, завдяки чому, він буде незамінним в піхотних підрозділах.
Вперше громадськості міномет КБА-118 був представлений на київській виставці «Зброя та безпека-2013».

#### КБА-48М
Міномет КБА-48М калібру 82 мм створений ДП «Конструкторське бюро „Артилерійське озброєння“» (ДП «КБАО»).
Головною особливістю 82-мм міномета КБА-48М є його вага. Завдяки використанню в конструкції титанових сплавів він набагато легший за штатний радянський 82-мм міномет. При цьому основні тактико-технічні характеристики (балістика, габарити, дальність стрільби) у нового міномета аналогічні зі старішим мінометом.
Полегшення міномета без втрати міцності конструктивно забезпечується завдяки виготовленню ствола з титанових сплавів.
Міномет розробки ДП «КБАО» може стріляти мінами західного зразка калібру 81 мм.

#### М-120-15 «Молот»
На замовлення МО України фахівці ПАТ «Завод „Маяк“», створили міномет калібру 120 мм, який отримав назву «Молот», а пізніше М-120-15.
Новий міномет вперше був презентований в рамках української військової виставки «Зброя і Безпека-2015». За основу «Молота» взятий ще радянський міномет. Однак український міномет зроблений з новітніх сплавів, що дозволило подовжити термін його життя.
За словами розробників, «Молот» був створений всього за два місяці. Міномет став легшим на 45 кг, його вага становить 210 кг. При цьому розробникам вдалось зробити ствол витривалішим, що дозволяє виконати в півтора рази більше пострілів, ніж зі старого радянського міномета М-120 зразка 1955 року.
На «Молоті» встановлено сучасний приціл MUM 706M. Також міномет оснащений спеціальним запобіжником на дульній частині від подвійного заряджання. Для стрільби використовуються осколково-фугасні міни всіх модифікацій від будь-яких 120-мм мінометних систем.
В кінці 2015- початку 2016 міномет «Молот» пройшов останні польові випробування. В кінці березня 2016 року Президент України під час перебування в Харкові передав в зону АТО окрім модернізованих за стандартами НАТО бронетранспортерів БТР-4, партію мінометів «Молот».

#### БТР-3М2
Фахівцями Київського бронетанкового заводу створений бронетранспортер БТР-3М2 озброєний 120-мм мінометом і 12,7-мм кулеметом НСВТ.
Про розробку 120-мм міномета на базі БТР-3 стало відомо в 2011 році. У листопаді 2013 перший БТР-3М2 був представлений на полігоні. Згодом він пройшов випробування і поставлявся до Таїланду в рамках підписаного контракту з Україною. Всього було поставлено чотири БТР-3М2 в 2013 і два в 2014 р.
Слід зазначити, що 120-мм міномет був обраний з огляду на широкий набір боєприпасів, які є в Україні, включно з боєприпасами вітчизняної розробки у вигляді високоточного снаряда з лазерним наведенням.

## Галерея

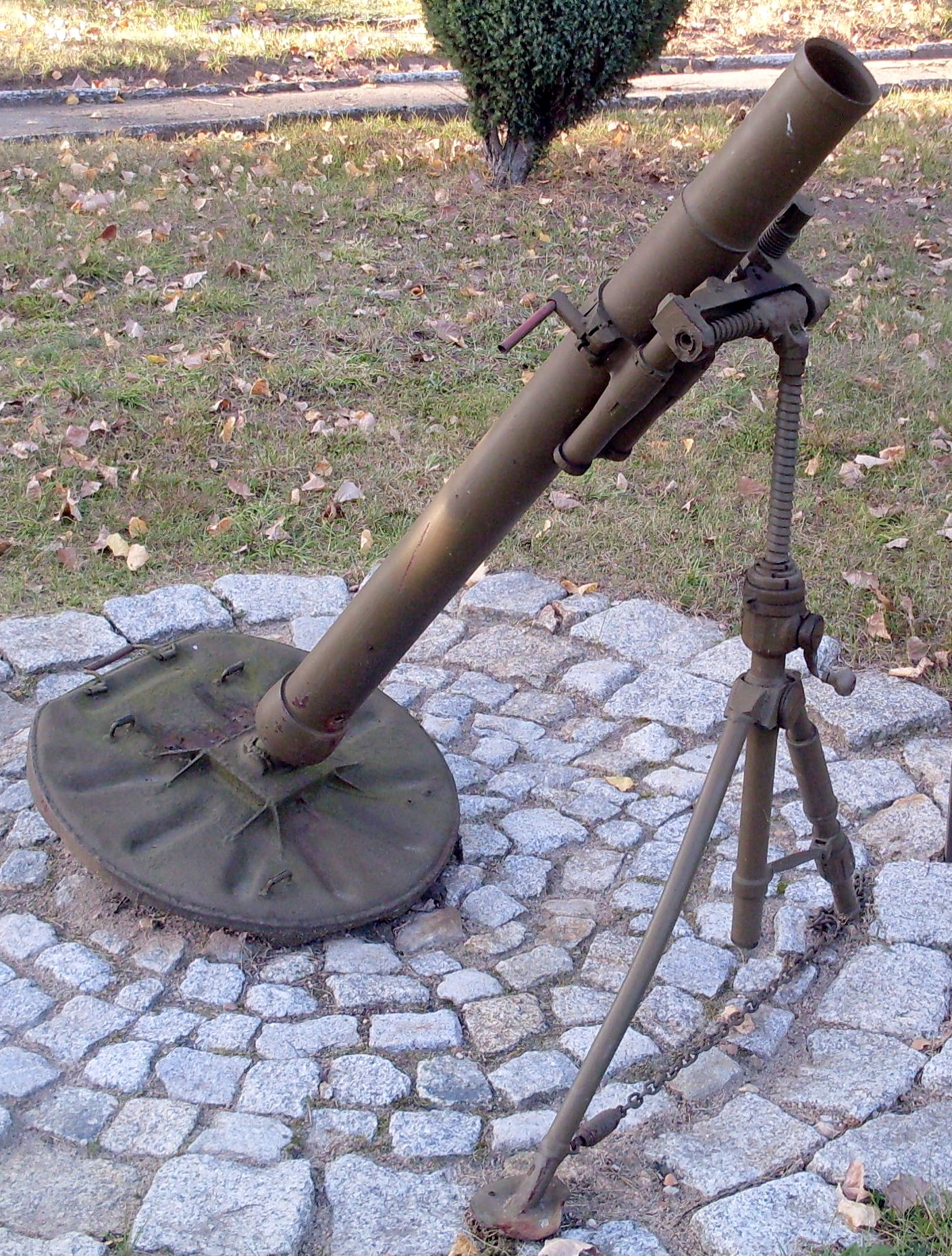
82-мм БМ-37
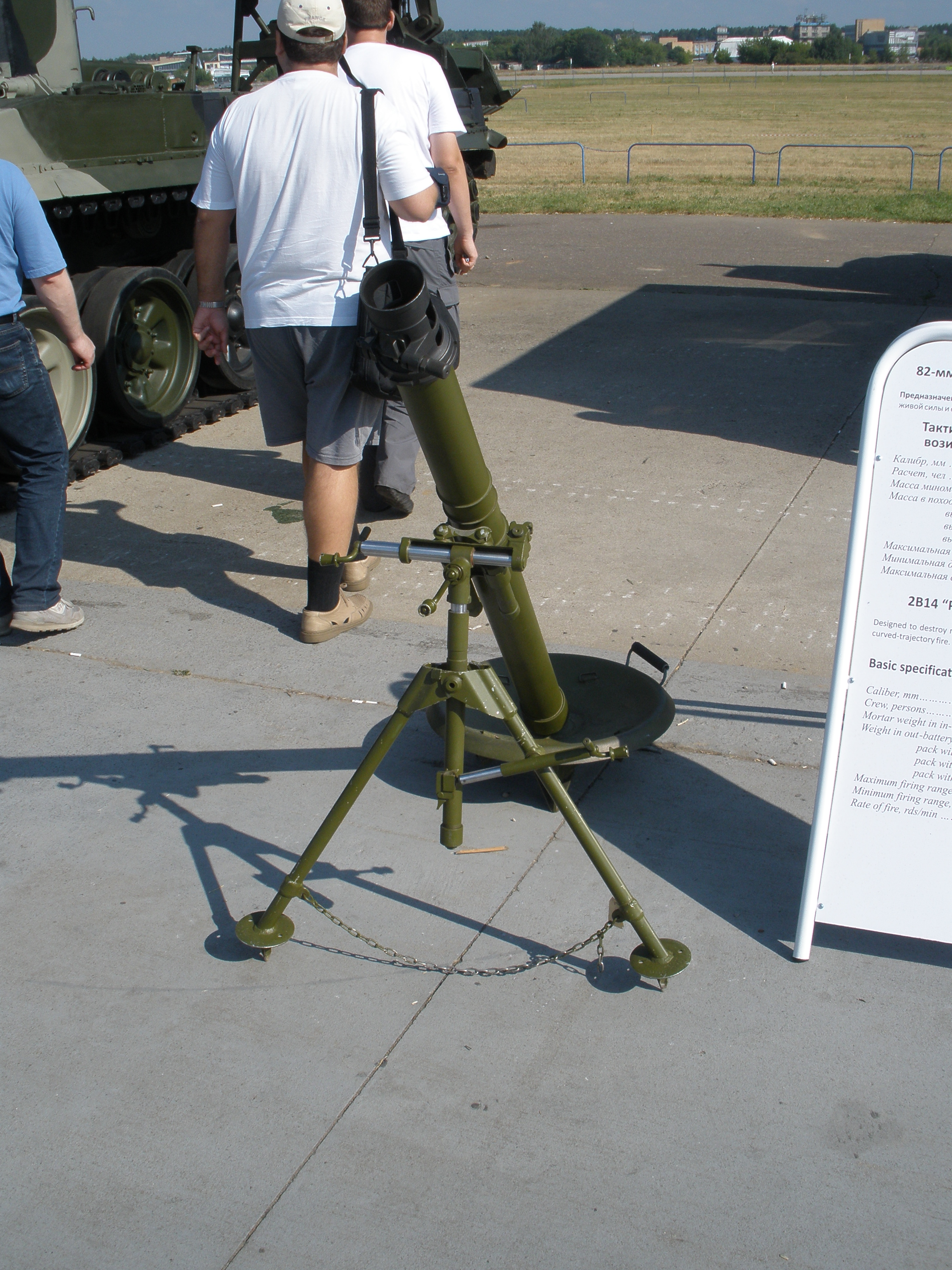
82-мм 2Б14 «Піднос»
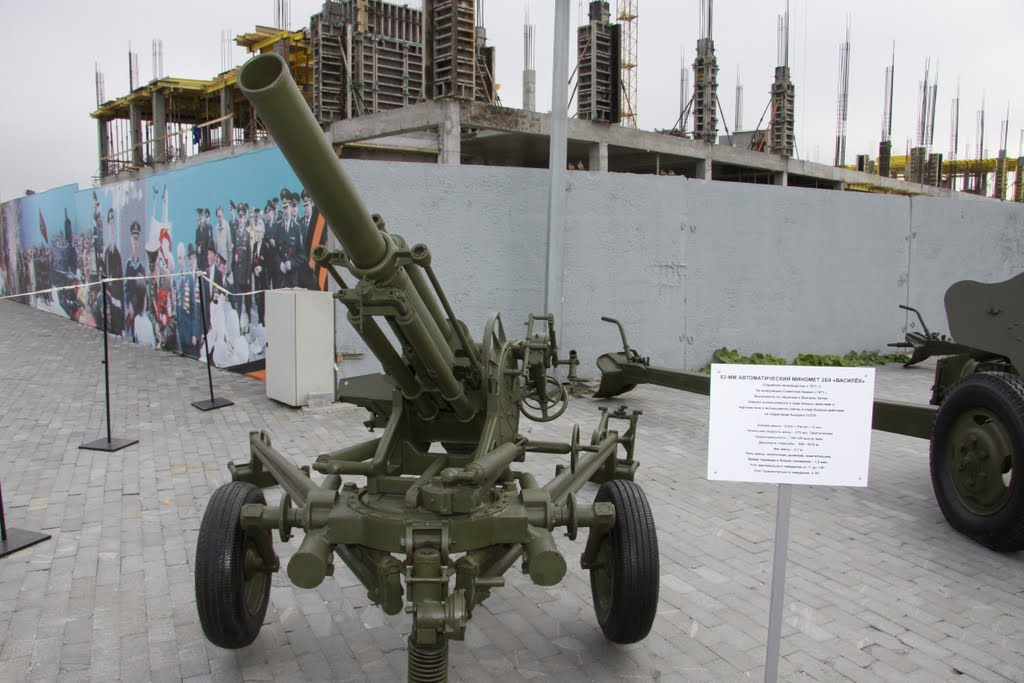
82-мм 2Б9 «Волошка»
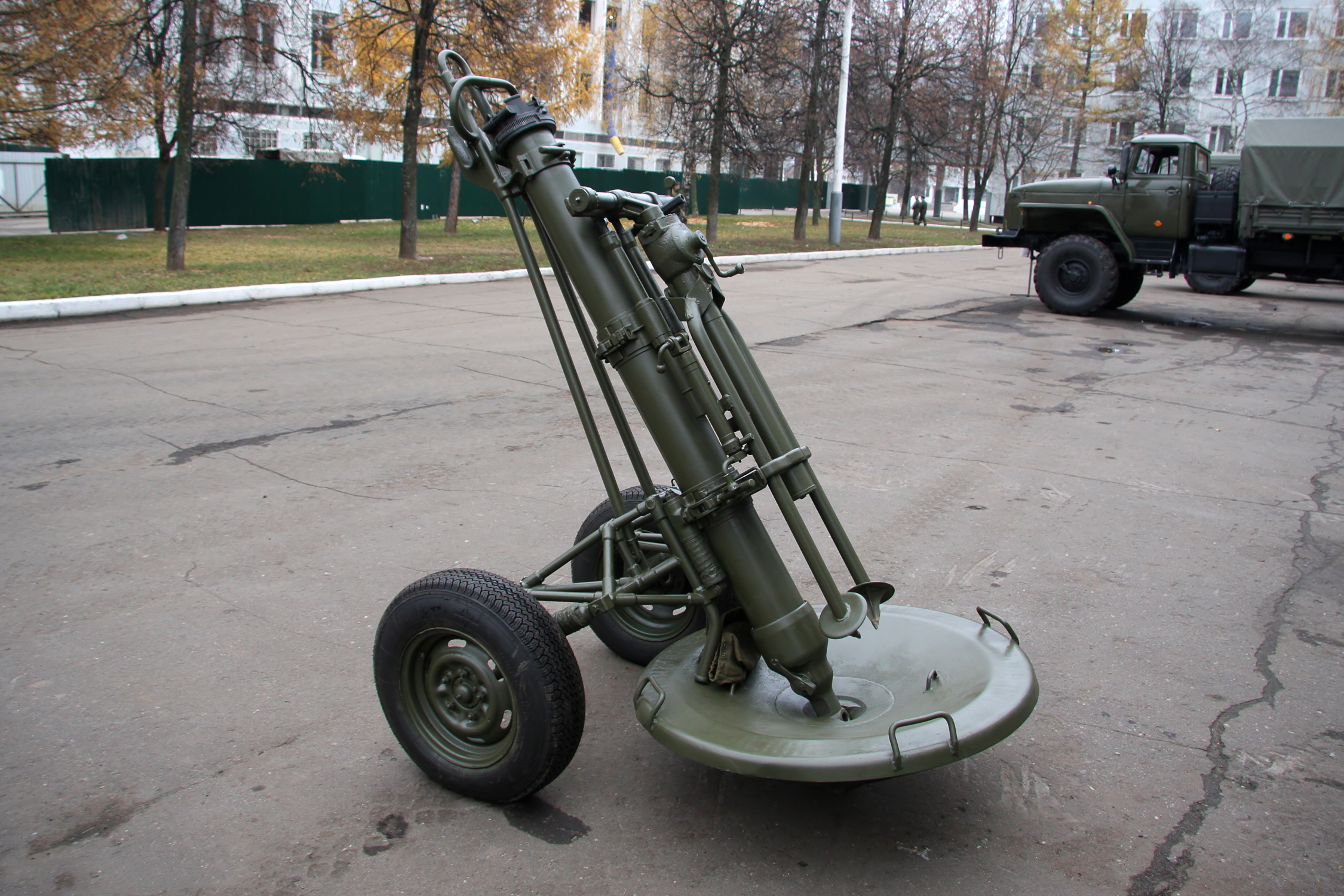
120-мм 2С12 «Сані»
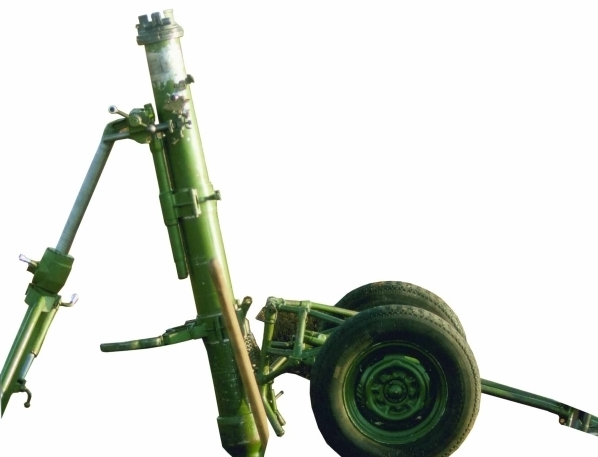
120-мм 2Б11